# Aeroporto de Monte Verde

Município de Camanducaia no mapa de Minas Gerais.

O Aeroporto de Monte Verde é um aeroporto no município de Camanducaia, em Minas Gerais. É considerado o de maior altitude no Brasil. Em geral, a pista 09 é utilizada para pousos e a 27 para decolagens, devido a grande diferença de altitudes entre as cabeceiras.
O aeroporto é considerado de Categoria 4 e não há empresas aéreas operando voos regulares.
O NOTAM específico pode ser consultado no site do Serviço de Informação Aeronáutica do Departamento de Controle do Espaço Aéreo através do NOF: SBBR / SERIE: F / NUMERAÇÃO: 2229 / ANO:2014.
O aeródromo privado de Monte Verde (SNEJ) foi excluído do cadastro de aeródromos pela portaria ANAC Nº 3037/SIA, fechando-o ao tráfego aéreo a partir de 5 de março de 2015.

## Dados do aeroporto
- Coordenadas: 22 51 34S/046 02 14W
- Altitude : 1555m (5102 pés)
- Pista: terra com 1100m x 30m
- Frequência de coordenação: 123.45 MHz
- Distância do centro da cidade: 500m
- Cabeceiras: 09 /27